# Padamukti (Sukaresmi)
Padamukti is een bestuurslaag in het regentschap Garut van de provincie West-Java, Indonesië. Padamukti telt 5515 inwoners (volkstelling 2010).